# Paris Basketball
Paris Basketball ist ein französischer Basketballclub. Er stieg 2021 in die LNB Pro A auf. Seit Februar 2024 trägt Paris Basketball seine Heimspiele in der Adidas Aréna, die für die Olympischen und Paralympischen Sommerspiele erbaut wurde, aus.

## Geschichte
Die Gründung erfolgte am 11. Dezember 2017, der Verein soll eigener Aussage nach die Pariser Basketballkultur verkörpern. Im April 2018 schloss sich Paris Basketball dem 2013 von den Vereinen La Domrémy Basket 13, Ménilmontant Paris Sport und Club Sportif Ministère des Finances gebildeten Nachwuchsförderprojekt Paris Basket Avenir an, dessen Mannschaft in der vierthöchsten französischen Liga Nationale 2 antrat.
Hauptanteilseigner der Betreibergesellschaft von Paris Basketball wurde der US-amerikanische Geschäftsmann Eric Schwartz, sein Landsmann David Kahn wurde ebenfalls Anteilseigner sowie zusätzlich Vorsitzender von Paris Basketball. Im Juni 2018 erwarb Paris Basketball das Teilnahmerecht an der zweithöchsten französischen Spielklasse ProB vom Verein Hyères-Toulon. Der französische Basketballverband stimmte der Lizenzübertragung, die im Juli 2018 im Beisein der Pariser Bürgermeisterin Anne Hidalgo stattfand, mit der Begründung zu, dass er im Aufbau einer neuen professionellen Basketballmannschaft in Paris, mit Unterstützung der Stadt sowie in Hinblick auf die Olympischen Sommerspiele 2024 und den Bau der als Heimspielstätte angepeilten Sporthalle Porte de la Chapelle ein allgemeines Interesse für den Basketballsport sehe. Als Ziel gab die Führung von Paris Basketball den Aufbau eines „bedeutenden Vereins in Frankreich und Europa“ sowie die Teilnahme an der EuroLeague aus. Als erster Trainer der Vereinsgeschichte wurde im Juli 2018 Jean-Christophe Prat verpflichtet.

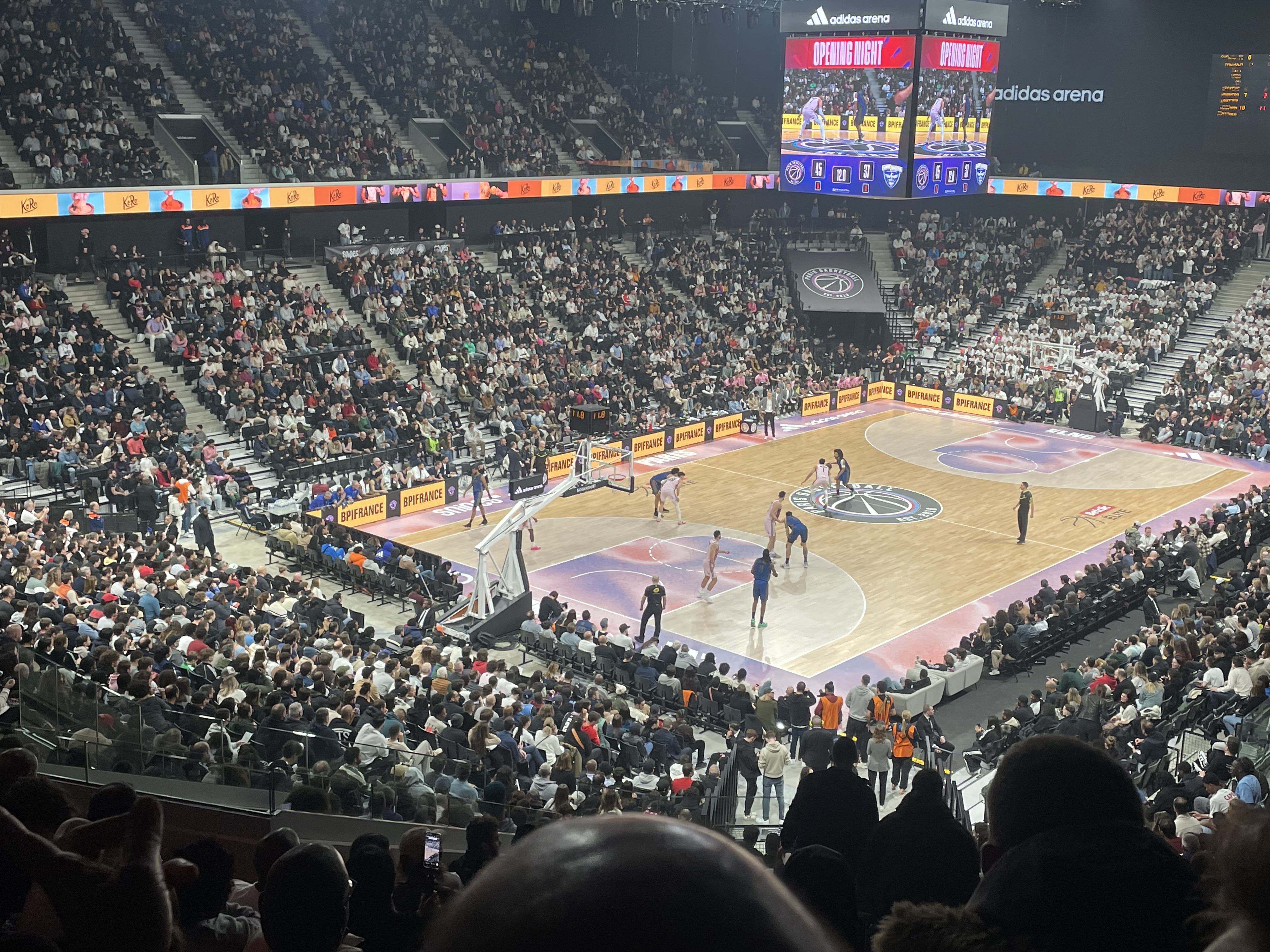
Eröffnungsspiel der Adidas Aréna

Im Sommer 2019 holte Paris Basketball mit Amara Sy einen namhaften, in der französischen Hauptstadt geborenen Spieler, mit dessen Ankunft die Zeitung Le Parisien dem Verein zuschrieb, eine neue Entwicklungsstufe zu erreichen.
Im Januar 2020 gab David Kahn an, dass er und sein Mitgesellschafter Eric Schwartz seit ihrer Geschäftstätigkeit bei Paris Basketball einen Verlust von sechs Millionen US-Dollar verbucht hätten. In der Saison 2020/21 gelang Paris Basketball unter anderem dank zehn Siegen aus den letzten elf Spielen der Aufstieg in die höchste französische Spielklasse, der LNB Pro A.
Anfang Januar 2021 sorgte Paris Basketball mit der Verpflichtung von Nationalspieler Axel Toupane für Aufsehen. In der Sommerpause 2022 holten die Pariser den US-Amerikaner Will Weaver als neuen Cheftrainer. Mitte Oktober 2022 trug die Mannschaft ein Heimspiel im sonst für die French Open genutzten Tennisstadion Court Central Philippe Chatrier aus.
Im Sommer 2023 lotsten die Pariser den Finnen Tuomas Iisalo in die französische Hauptstadt, der als Trainer der Telekom Baskets Bonn zuvor Champions-League-Sieger geworden war. Iisalo brachte sechs Spieler aus Bonn mit nach Paris. Im Februar 2024 gewann die Mannschaft den französischen Ligapokal Leaders Cup und im April des Jahres den EuroCup, wodurch man das Teilnahmerecht für die EuroLeague-Saison 2024/25 erhielt. Mit wettbewerbsübergreifend 25 Siegen in Folge stellte Paris im Spieljahr 2023/24 einen neuen Bestwert für eine französische Profimannschaft auf. Damit wurde der Wert von Limoges CSP übertroffen, das 1989/90 mit insgesamt 24 Siege ohne zwischenzeitliche Niederlage geholt hatte. In der französischen Meisterschaft wurde Paris 2024 Zweiter, Trainer Iisalo verließ den Verein anschließend und wechselte als Assistenztrainer zur NBA-Mannschaft Memphis Grizzlies.
Mitte Juli 2024 verpflichtete der Club den Brasilianer Tiago Splitter als neuen Cheftrainer. Splitter war zuvor in der nordamerikanischen NBA Co-Trainer der Brooklyn Nets und der Houston Rockets. Unter Splitter wurde Paris im April 2025 erstmals französischer Pokalsieger. Schauspieler Omar Sy wurde im Juni 2025 Anteilseigner und Kulturberater von Paris Basketball. In der Finalserie um die französische Meisterschaft setzten sich die Hauptstädter im Juni 2025 gegen AS Monaco durch und gewannen erstmals den Titel. Splitter kehrte danach in die Vereinigten Staaten zurück, neuer Pariser Trainer wurde der Italiener Francesco Tabellini.

## Aktueller Kader
| Nr. | Nat.               | Name              | Position | Geburt     | Größe  | Info |
| --- | ------------------ | ----------------- | -------- | ---------- | ------ | ---- |
| 2   | /                  | Nadir Hifi        | Guard    | 16.07.2002 | 185 cm |      |
| 4   | Frankreich         | Léopold Cavalière | Forward  | 27.04.1996 | 202 cm |      |
| 7   | /                  | Sebastián Herrera | Guard    | 01.11.1997 | 193 cm |      |
| 34  | Vereinigte Staaten | Daulton Hommes    | Forward  | 04.07.1996 | 203 cm |      |
|     | Frankreich         | Joël Ayayi        | Guard    | 05.03.2000 | 196 cm |      |
|     | Frankreich         | Ilian Moungalla   | Guard    | 13.11.2007 | 194 cm |      |
|     | Vereinigte Staaten | Justin Robinson   | Guard    | 12.10.1997 | 185 cm |      |
|     | /                  | Allan Dokossi     | Forward  | 14.10.1999 | 203 cm |      |
|     | Frankreich         | Amath M’Baye      | Forward  | 14.12.1989 | 206 cm |      |
|     | Vereinigte Staaten | Jeremy Morgan     | Forward  | 08.05.1995 | 199 cm |      |
|     | Vereinigte Staaten | Lamar Stevens     | Forward  | 09.07.1997 | 201 cm |      |
|     | Vereinigte Staaten | Derek Willis      | Forward  | 21.06.1995 | 205 cm |      |
|     | Belgien            | Ismaël Bako       | Center   | 10.10.1995 | 208 cm |      |
|     | Senegal            | Mouhamed Faye     | Center   | 05.02.2005 | 209 cm |      |

| Nat.    | Name                | Position   |
| ------- | ------------------- | ---------- |
| Italien | Francesco Tabellini | Head Coach |

| Abk. | Bedeutung                       |
| ---- | ------------------------------- |
| Nr.  | Trikotnummer                    |
| Nat. | Nationalität                    |
| C    | Mannschaftskapitän              |
| S    | Suspension                      |
|      | Verletzungsbedingte Inaktivität |

## Erfolge
- Französischer Meister: 2025
- Französischer Pokalsieger: 2025
- Sieger EuroCup: 2024
- Sieger Leaders Cup: 2024
- Aufstieg in die Ligue Nationale de Basket Pro A 2021

## Trainer
| Amtszeit  | Name                 |
| --------- | -------------------- |
| 2018–2022 | Jean-Christophe Prat |
| 2022–2023 | Will Weaver          |
| 2023–2024 | Tuomas Iisalo        |
| 2024–2025 | Tiago Splitter       |
| seit 2025 | Francesco Tabellini  |